# Cladribină
Cladribina este un agent chimioterapic utilizat în tratamentul leucemiei cu celule păroase, leucemiilor și limfoamelor. Este un analog de purină, acționând ca antimetabolit. Calea de administrare disponibilă este cea intravenoasă. În SUA a fost aprobată și o formă orală pentru tratamentul sclerozei multiple.